# Castelo Haggs

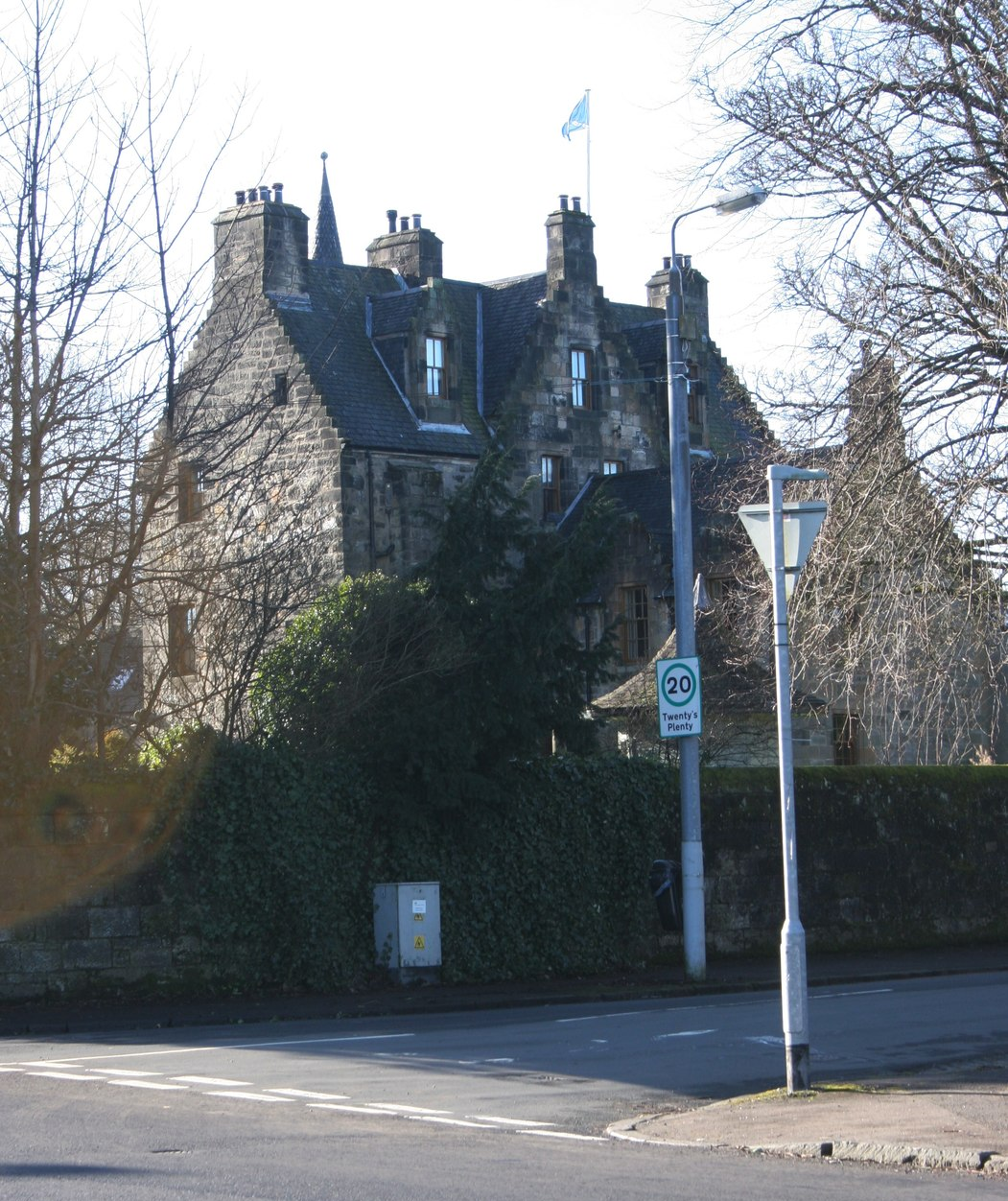

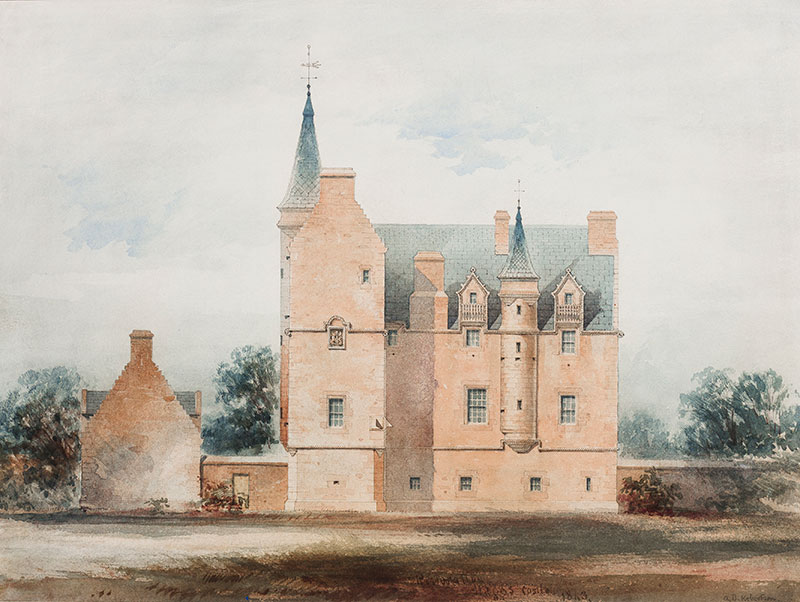
Haggs Castle (1843) by Alexander Duff Robertson, in ink and watercolour

O Castelo Haggs (em língua inglesa Haggs Castle) é um castelo localizado em Pollokshields, Glasgow, Escócia.
Encontra-se classificado na categoria "B" do "listed building" desde 15 de dezembro de 1970.